# 2018 في بيرو
فيما يلي قوائم الأحداث التي وقعت خلال عام 2018 في بيرو.

## سياسة

### انتهاء فترة المنصب
- 23 مارس – بيدرو بابلو كوشينسكي رئيس بيرو.

## رياضة
- 1 يناير – بطولة آسيا تحت 16 سنة لكرة القدم 2018
- 1 يناير – تصفيات بطولة آسيا تحت 16 سنة لكرة القدم 2018

## وفيات

### أبريل
- 11 أبريل – خافيير غونزاليس (مواليد 1939) لاعب كرة قدم بيروفي.

### أغسطس
- 29 أغسطس – خوسيه رويز روساس (مواليد 1928) شاعر بيروفي.

### سبتمبر
- 18 سبتمبر – كارمنثيتا لارا (مواليد 1926) مغنية بيروفية.